# George Abbot (biskup)
George Abbot (ur. 19 października 1562 w Guildford, zm. 5 sierpnia 1633 w Croydon) – duchowny anglikański, arcybiskup Canterbury i prymas całej Anglii od 1610. Brat biskupa anglikańskiego Roberta Abbota.

## Młodość
Urodził się w Guildford w hrabstwie Surrey jako syn tkacza. Uczył się w rodzinnym mieście, a następnie podjął studia w Balliol College Uniwersytetu w Oksfordzie – uległ tam wpływom purytanizmu. Po ukończeniu studiów nauczał w Balliol College, a od 1597 w University College. W 1600 został wybrany dziekanem (dean) Winchesteru. W latach 1600–1605 trzykrotnie był wicekanclerzem Uniwersytetu. W tym samym czasie odegrał ważną rolę w przygotowywaniu głównego anglikańskiego przekładu Pisma Świętego, tzw. Biblii Autoryzowanej.

## Biskup
Wspierał króla Jakuba I we wprowadzeniu do Szkocji kościoła episkopalnego. W 1608 udał się do Szkocji razem z earlem Dunbar aby wspierać szkocko-angielską unię kościelną. W zamian za to został biskupem anglikańskim Coventry i Lichfield, w 1610 biskupem Londynu, w 1611 anglikańskim arcybiskupem Canterbury. Jeszcze jako biskup Londynu konsekrował pierwszych biskupów anglikańskich Szkocji.

## Arcybiskup Canterbury
Arcybiskupem Canterbury i prymasem Anglii Abbot został 4 marca 1611.
Odznaczał się pobłażaniem i względnością dla purytanów, a taką nietolerancją dla katolików, iż na Radzie Najwyższej oświadczył, że król zdradziłby państwo w chwili, w której okazałby najmniejszą tolerancję dla katolików.
W 1614 bronił tezy o istnieniu sukcesji apostolskiej biskupów anglikańskich i ważności kapłaństwa anglikańskich księży. W odpowiedzi na szerzące się pogłoski, że biskup anglikański biskup Matthew Parker został wyświęcony w oberży, zaprosił grupę katolików, by badając przedstawione przez niego dokumenty sami przekonali się, czy pogłoski te są słuszne.
Mimo obrony katolickiej doktryny sukcesji apostolskiej, której zresztą Kościół katolicki odmawia anglikanom, jego purytańskie przekonania często prowadziły go nie tylko do prześladowania katolików, ale nawet do przeciwstawiania się woli królewskiej. Tak na przykład wyrażał sprzeciw wobec przebiegającego w atmosferze skandalu procesowi rozwodowemu lady Frances Howard i earla Essexa, a w 1618 zakazał w Croydon czytania królewskiego postanowienia zezwalającego na rozrywki niedzielne.
Jako zwolennik protestantyzmu o kalwinistycznych inklinacjach był zarazem naturalnym zwolennikiem małżeństwa księżniczki Elżbiety i elektora Palatynatu Fryderyka V, a także zagorzałym przeciwnikiem projektu małżeństwa księcia Walii z infantką hiszpańską. Polityka ta ściągnęła na niego niechęć Williama Lauda (z którym wchodził w spory już w Oksfordzie) i dworu, choć nie stracił wsparcia samego króla.
W 1622, gdy Abbot polował w dobrach barona Edwarda la Zouche'a w Bramshill, strzała z jego łuku trafiła w jednego z uczestników, który zmarł w ciągu godziny. Wydarzenie to wstrząsnęło Abbotem, który popadł w stan głębokiej melancholii. Jego przeciwnicy utwierdzili, że wydarzenie to dyskwalifikuje go z pełnienia funkcji kościelnych, bo nawet mimo tego, że był to nieszczęśliwy wypadek, sam sport myśliwski, który do niego doprowadził, nie przystoi osobie duchownej. Król powołał w tej sprawie dziesięcioosobową komisję, w której głosy rozłożyły się równo, ostatecznie więc sam król orzekł na korzyść biskupa i podpisał formalny dokument dyspensujący go.

## Ostatnie lata życia
Po tym zdarzeniu Abbot rzadko pokazywał się na Radzie Królewskiej, głównie ze względu na zniedołężnienie. Mimo tego często przebywał przy Jakubie I w czasie jego ostatniej choroby, a także w 1527 dokonał koronacji nowego władcy, Karola I. Szybko popadł jednak w niełaskę i został de facto odsunięty od rządów w diecezji. Odmówił zatwierdzenia mowy Roberta Sibthorpa, w której domagał się on poszerzenia władzy królewskiej. Skłoniło to Karola I do odebrania Abbotowi funkcji prymasa – wkrótce jednak potrzeba zwołania parlamentu doprowadziła do przywrócenia mu formalnych uprawnień. Mimo tego nie mógł pojawiać się na dworze, żyjąc w odosobnieniu, a Laudow i jego zwolennicy osiągnęli niekwestionowaną przewagę. Zmarł 5 sierpnia 1633 w Croydon, został pochowany w rodzinnym Guildford, gdzie założył szpital z uposażeniem 300 funtów rocznie. Jego następcą został William Laud.

## Dziedzictwo
Był skrupulatny w swoich obowiązkach, choć ostry tak wobec katolików, jak i wobec radykalnych protestantów. Pozostawił zbiór przemówień, listów i instrukcji biskupich. Jest też jednym z twórców tzw. Biblii Autoryzowanej. Napisał wiele dzieł, z których najważniejsze to Exposition on the Prophet Jonah (1600), przedrukowane w 1845, i Geography, or a Brief Description of the Whole World (1599), mające wiele edycji.